# Welterbe in der Republik Zypern

Zum Welterbe in der Republik Zypern gehören (Stand 2017) drei UNESCO-Welterbestätten, alles Stätten des Weltkulturerbes. Die Republik Zypern ist der Welterbekonvention 1975 beigetreten, die erste Welterbestätte wurde 1980 in die Welterbeliste aufgenommen. Die bislang letzte Welterbestätte wurde 1998 eingetragen.

## Welterbestätten
Die folgende Tabelle listet die UNESCO-Welterbestätten in der Republik Zypern in chronologischer Reihenfolge nach dem Jahr ihrer Aufnahme in die Welterbeliste (K – Kulturerbe, N – Naturerbe, K/N – gemischt, (G) – auf der Liste des gefährdeten Welterbes).
| Bild                                             | Bezeichnung                           | Jahr | Typ | Ref. | Beschreibung |
| ------------------------------------------------ | ------------------------------------- | ---- | --- | ---- | --- |
| Odeon von Paphos (weitere Bilder)                | Paphos (Lage)                         | 1980 | K   | 79   | mit den Überresten der antiken Stadt Paphos. |
| Archangelos Michail in Pedoulas (weitere Bilder) | Bemalte Kirchen im Gebiet von Troodos | 1985 | K   | 351  | umfasste ursprünglich die neun Stätten Agios Nikolaos tis Stegis (Lage) in Kakopetria, Agios Ioannis Lampadistis (Lage) in Kalopanagiotis, Panagia tis Asinou (Panagia Phorviotissa, Lage) in Nikitari, Panagia tou Arakos (Lage) in Lagoudera, Panagia tou Moutoulla (Lage) in Moutoullas, Archangelos Michail (Lage) in Pedoulas, Timios Stavros (Lage) in Pelendri, Panagia tis Podithou (Lage) mit Panagia Theotokos (Archangelos Michail, Lage) in Galata und Timios Stavros tou Agiasmati (Lage) in Platanistasa. 2001 um die Kirche Metamorfosis tou Sotiros (Agia Sotira, Lage) in Palaichori erweitert. Eine weitere Kirche steht noch als mögliche Erweiterung auf der Tentativliste (Ref. 1672), andere wurden bereits zurückgezogen (Ref. 1670 und 1671). |
| (weitere Bilder)                                 | Chirokitia (Lage)                     | 1998 | K   | 848  | Chirokitia ist eine Ausgrabungsstätte einer Siedlung aus der akeramischen Jungsteinzeit, die vom 7. bis zum 4. Jahrtausend v. Chr. bewohnt war. |

## Tentativliste
In der Tentativliste sind die Stätten eingetragen, die für eine Nominierung zur Aufnahme in die Welterbeliste vorgesehen sind. 

### Aktuelle Welterbekandidaten
Derzeit (2017) sind elf Stätten in der Tentativliste von Zypern eingetragen, die letzte Eintragung erfolgte 2016. Die folgende Tabelle listet die Stätten in chronologischer Reihenfolge nach dem Jahr ihrer Aufnahme in die Tentativliste.
| Bild                                                    | Bezeichnung                                                    | Jahr | Typ | Ref. | Beschreibung |
| ------------------------------------------------------- | -------------------------------------------------------------- | ---- | --- | ---- | --- |
| BW                                                      | Panagia Chrysokourdaliotissa in Spilia (Lage)                  | 2002 | K   | 1672 | Scheunendachkirche in Spilia geplante Erweiterung der Welterbestätte Bemalte Kirchen im Gebiet von Troodos (Ref. 351) |
| Ländliche Siedlung von Fikardou                         | Ländliche Siedlung von Fikardou                                | 2002 | K   | 1673 | |
| Troodos-Gebirge mit Olympos                             | Troodos-Ophiolith                                              | 2002 | K/N |      | Ophiolith des Troodos-Gebirges, aufgeteilt auf sechs Einzelvorschläge: - Süd-Mathiatis (Ref. 1674) - Kionia (Ref. 1675) - Khandria (Ref. 1676) - Olympos (Ref. 1677) - Malounta-Brücke (Ref. 1678) - Klirou-Brücke (Ref. 1679) |
| Kirche der Heiligen Varnavas und Ilarion in Peristerona | Kirche der Heiligen Varnavas und Ilarion in Peristerona (Lage) | 2004 | K   | 1874 | Fünfkuppelkirche in Peristerona |
| Panagia Angeloktisti                                    | Panagia Angeloktisti (Lage)                                    | 2015 | K   | 5987 | byzantinisches Kirchengebäude im Ort Kiti mit einem Apsismosaik aus dem 6. Jahrhundert. |
| Salzsee mit Hala Sultan Tekke                           | Hala Sultan Tekke und der Larnaka-Salzsee-Komplex              | 2016 | K/N | 6084 | Der Salzsee-Komplex mit einer Fläche von 1761 Hektar besteht aus vier küstennahen Salzseen südlich der Stadt Larnaka: dem Hauptsalzsee (Alyki), dem Orphani-See, dem Soros-See und dem kleinen Flughafensee. Am Ufer des Alyki liegt die Moschee Hala Sultan Tekke, als Grabstätte einer Tante des Propheten Mohammed eine bedeutende islamische Wallfahrtsstätte und gleichzeitig ein bedeutender bronzezeitlicher Fundort. |

### Ehemalige Welterbekandidaten
Diese Stätten standen früher auf der Tentativliste, wurden jedoch wieder zurückgezogen oder von der UNESCO abgelehnt. Stätten, die in anderen Einträgen auf der Tentativliste enthalten oder Bestandteile von Welterbestätten sind, werden hier nicht berücksichtigt.
| Bild                                                                             | Bezeichnung                                                                      | Jahr      | Typ | Ref. | Beschreibung |
| -------------------------------------------------------------------------------- | -------------------------------------------------------------------------------- | --------- | --- | ---- | --- |
| Zyperns prähistorische Stätten: Chirokitia, Tenta und Kalavasos-Ayios Dhimitrios | Zyperns prähistorische Stätten: Chirokitia, Tenta und Kalavasos-Ayios Dhimitrios | 1984–1996 | K   |      | umfasste die Stätten Chirokitia, Tenta und Kalavasos-Ayios Dhimitrios, nur die Ausgrabungen von Chirokitia wurden 1998 in das Welterbe aufgenommen.                                                                               |
| Kourion                                                                          | Kourion (Lage)                                                                   | 1985–1985 | K   | 350  | Ausgrabestätte einer antiken Stadt, die ein eisenzeitliches Stadtkönigreich bildete. |
|                                                                                  | Weindorfterrassen                                                                | 1998–2005 | ?   |      | |
| BW                                                                               | Kirche Agios Sozomenos in Galata (Lage)                                          | 2002–2015 | K   | 1670 | Scheunendachkirche in Galata geplante Erweiterung der Welterbestätte Bemalte Kirchen im Gebiet von Troodos (Ref. 351), war für 2006 nominiert, die Nominierung wurde jedoch zurückgezogen, 2015 von der Tentativliste gelöscht.   |
| BW                                                                               | Kirche Agios Mamas in Louvaras (Lage)                                            | 2002–2015 | K   | 1671 | Scheunendachkirche in Louvaras geplante Erweiterung der Welterbestätte Bemalte Kirchen im Gebiet von Troodos (Ref. 351), war für 2006 nominiert, die Nominierung wurde jedoch zurückgezogen, 2015 von der Tentativliste gelöscht. |
| Kirche der Agia Paraskevi in Geroskipou                                          | Kirche der Agia Paraskevi in Geroskipou (Lage)                                   | 2004–2015 | K   | 1875 | war Teil des Vorschlags für die Fünfkuppelkirchen |